# Nokia N93
Nokia N93 là một điện thoại thông minh của Nokia, đặc biệt là thiết kế để sử dụng đa phương tiện. Nó được giới thiệu vào tháng 4 năm 2006 và phát hành vào tháng 7 năm 2006.
N93 đã được cải thiện khả năng máy ảnh so với N90 trước đó. Các điện thoại có máy ảnh 3,2 megapixel, ống kính Carl Zeiss và zoom quang 3x và 30 fps VGA độ phân giải MPEG-4 khả năng quay video. Đó là điện thoại máy ảnh cao cấp nhất của Nokia tại thời điểm phát hành.

## Năm Ra Đời
Dòng máy Nokia N93 dược ra đời vào tháng 4 năm 2006.

## Tồng Quan Về N93
- Trò chơi và các ứng dụng trên nền Java MIDP 2.0
- Tính năng bộ đàm (Push to talk)
- Khả năng thực hiện cuộc gọi video và tải video từ mạng (Video calling and download)
- Máy nghe nhạc kỹ thuật số hỗ trợ các định dạng MP3/AAC/MPEG4
- Từ điển T9 đoán trước văn bản nhập
- Stereo FM radio tích hợp
- Hỗ trợ cổng Out TV (TV out support)
- Chức năng khẩu lệnh (Voice command/memo)
- Chức năng quản lý thông tin cá nhân (PIM)
- Công cụ xem và chỉnh sửa hình ảnh, video (Photo/video editor)
- Khả năng kết nối không dây Bluetooth, v2.0
- Giao tiếp USB, v2.0
- Loa thoại rảnh tay (Integrated handsfree)

## Thông số Kỹ thuật
- Màn hình TFT, 262.144 màu, rộng 2.0 inches
- Hỗ trợ đa Sim: Không
- Máy ảnh 3.2 MP (2048 x 1536 pixels)
- Đài FM tích hợp: Có
- Nghe nhạc: AAC+, MP3, WMA, AAC
- Xem Phim: MP4, 3GP
- Kết nối 3G: UMTS 384 Kbps, Wifi Wi-Fi 802.11 b/g, GPS: Không, Bluetooth: Có
- Ứng dụng văn phòng: Xem file văn bản
- Hệ điều hành: Symbian OS v9.1, S60 rel. 3.0
- Kiểu dáng: Thanh (thẳng)
- Loại pin: Pin Nokia BP-6M
- Dung lượng pin:1100 mAh
- Thời gian đàm thoại: 5 giờ
- Thời gian chờ:250 giờ

## Nhận Xét
- All About Symbian N93 Review (part 1)
- All About Symbian N93 Review (part 2)
- All About Symbian N90 vs N93
- Mobile-review N93 review
- N93 reviews and specifications round up Lưu trữ ngày 4 tháng 2 năm 2012 tại Wayback Machine